# 옥수수흑수병
옥수수흑수병(-黑穗病) 또는 옥수수깜부기병은 옥수수속 식물이 옥수수깜부기균(Ustilago maydis)에 감염되어 생기는 질병이다.

## 사용
멕시코에서는 흑수병에 걸린 옥수수를 위틀라코체(스페인어: huitlacoche) 또는 퀴틀라코체(cuitlacoche)라 부르며, 아스텍 문명 때부터 식품으로 먹어 왔다. 병이 걸린 옥수수의 혹이 다 자라기 전에 수확해서 먹으면 복잡한 향이 난다.

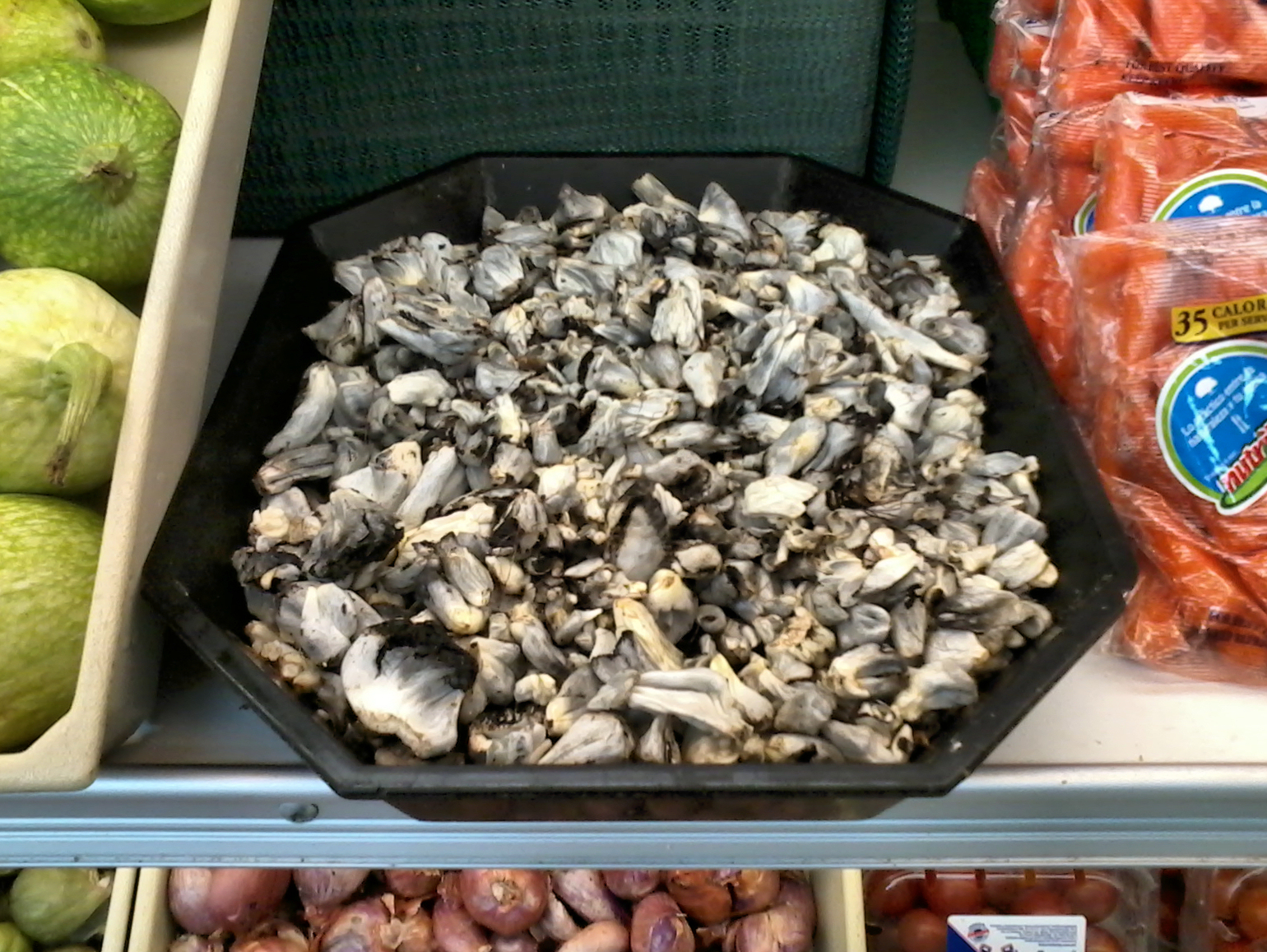
대형마트 체인인 소리아나에서 팔고 있는 위틀라코체.
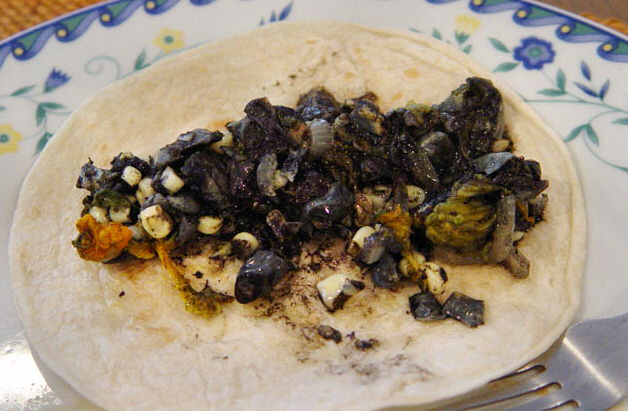
위틀라코체 타코.

## 참고 문헌
1. ↑  
Uribe, Monica Ortiz (2009년 8월 20일). “In Mexico, Tar-Like Fungus Is A Delicacy”. 2009년 8월 20일에 확인함.